# Asignación de género
La asignación de género es el proceso mediante el cual se asigna a una persona, con base en la característica biológica de su aparato genital, una categoría social, así como un lugar, función y rol de género que se espera que ocupe, de acuerdo con las expectativas sociales. Este fenómeno también se encuentra para la raza (racialización) o clase social.
El proceso de asignación del género de una persona preexiste al nacimiento y continúa continuamente (socialización). Es posible que la identidad de género de la persona no coincida con el género que se le asignó al nacer, por lo que es posible que esté en transición de género.
En el caso de las personas intersexuales, la asignación de género suele ir acompañada de la asignación de sexo realizada quirúrgicamente en el bebé que no puede dar su consentimiento.

## Definiciones
La cesión se estudia en varios campos disciplinarios (cirugía, psicología, etnometodología, estudios de género, filosofía, etc.) y según las perspectivas que se entrecruzan de género, raza y clase. El término se utiliza por primera vez en relación con los casos de intersexualidad.

### Etnometodología
Suzanne Kessler y Wendy McKenna, en Gender. An Ethnomethodological approach, 1978, siguiendo a Garfinkel, estudia el funcionamiento de la atribución de un género enfatizando su carácter interactivo al observar «por un lado, lo que uno debe hacer para ser percibido como parte del "correcto”, y por otro lado, qué reglas aplican los demás para hacer una atribución». A diferencia de Garfinkel, creen que «la mayor parte del trabajo se hace para el que está expuesto por el que lo percibe». De hecho, si los investigadores notan que:

La atribución de género puede basarse en cuatro tipos de manifestaciones: cuestión de orden generales, apariencia física pública, el cuerpo privado, comentarios sobre el pasado personal. Los dos primeros elementos son esenciales para la atribución inicial, los otros dos generalmente no se revelan durante una primera reunión.

Algo también relacionado con 

La persona que se expone crea la atribución de género inicial, probablemente a través de su apariencia pública y discurso. Sin embargo, después de este momento, la asignación de género se mantiene en virtud de dos cosas: 1) Todo acto del presentador es filtrado por la asignación de género inicial realizada por el perceptor; 2) El perceptor se ajusta a la actitud natural (por ejemplo, el género es invariable)

S. Kessler y W. McKenna observan una asimetría androcéntrica (categorización en «mujeres» sólo en ausencia de características masculinas observadas) así como el «naturalidad género» (es decir, la suposición de que el género de una persona nunca cambiaría).

### Estudios de género
Judith Butler se apoya en parte en la obra de Laplanche, dejando de lado la parte inconsciente de los mensajes, y estudia sobre todo la subversión de los encargos, y ello adaptando la performatividad de Austin en la performance de género. Julia Serano traslada la reasignación de un individuo a través de su propia actuación de género (pasar) a la asignación de dicho a través de las miradas y declaraciones de otros (ser leído), lo que ella llama gendering (generización), que es continuo y se basa en características sexuales secundarias.
A partir del estudio del papel de los medios de comunicación en la configuración de las representaciones sociales (a través de la puesta en escena de categorías generizadas, ancladas en normas y creencias de género a través del uso de estereotipos), y, con miras a analizar «expectativas de género, interrupciones y luego recategorizaciones de esas expectativas», Béatrice Damian-Gaillard, Sandy Montañola y Aurélie Olivesi definen el encargo de la siguiente manera:

la acción de asignar consiste en atribuir a una persona un lugar, una función, un rol y, más particularmente, esperar que lo desempeñe conforme a las expectativas sociales construidas en torno a las identidades de género, según se perciba como hombre o como mujer
Béatrice Damian-Gaillard, Sandy Montañola y Aurélie Olivesi

### Psicoanálisis
Jean Laplanche desarrolla en psicoanálisis el concepto de asignación: considerando que el género precede al sexo, que es « asignado sobre la base de la anatomía sexual, o más bien, la percepción del adulto de esta anatomía» y que la citación es «todos los mensajes transmitidos al niño sobre su identidad de género, por los adultos y más ampliamente por la sociedad» Para él estos mensajes son enigmáticos porque por un lado el niño no es capaz de decodificarlos pero también «los propios adultos no saben exactamente lo que le están transmitiendo al niño».

La asignación es un conjunto complejo de actos que se extiende al lenguaje y a los comportamientos significativos del entorno. Podríamos hablar de una cesión continua o de una prescripción real. Prescripción en el sentido de que hablamos de los llamados mensajes "prescriptivos": del orden por tanto del mensaje, incluso del bombardeo de mensajes
Jean Laplanche

Valérie Ganem, en su estudio sobre la familia en Guadalupe, advierte variaciones en la educación de los hijos de una misma familia según el color de su piel y, en una perspectiva interseccional, cruza la asignación de género con la de raza.